# 栗見荘村
栗見荘村（くりみしょうむら）は、滋賀県神崎郡にあった村。現在の東近江市新宮町・乙女浜町にあたる。

## 地理
- 湖沼：大中湖
- 河川：愛知川、大同川、立位田川

## 歴史
- 1897年（明治30年）8月15日 - 栗見村の一部（大字新宮・乙女浜）が分立して発足。
- 1927年（昭和2年）11月8日 - 八幡村に編入。同日栗見荘村廃止。